# 朱知炬
河中恭靖王朱知炬（16世纪—1590年），明朝河中康简王朱表梈庶次子，《明史》作嫡长子。明朝第三代河中王。

## 生平
初封镇国将军。嘉靖十二年（1533年），朱表梈去世。嘉靖十四年（1535年）十二月，明世宗遣隆平侯張偉等為正使，翰林院檢討李本等為副使，持節冊封朱知炬為河中王。
萬曆十九年（1590年），朱知炬去世。萬曆二十一年（1592年）十一月，赐谥号恭靖。
朱知炬的庶长子镇国将军朱新先去世。萬曆二十二年（1593年）四月，朱新塗的庶长子輔國將軍朱慎鑌襲封河中王。